# 내 마음의 고향
"내 마음의 고향"은 2014년에 개봉한 대한민국의 영화이다.

## 캐스팅
- 신재훈 : 도성 역
- 송경의 : 주지스님 역
- 송주안 : 미망인 역
- 조윤정 : 생모 역
- 박기륭 : 황 처사 역
- 박귀순 : 공양주 역